# Amang S. Kanyi
Amang S. Kanyi († September 1968 im Vereinigten Königreich) war Politiker im westafrikanischen Staat Gambia.
| Parlamentswahl | Stimmen    | Stimmanteil |
| -------------- | ---------- | ----------- |
| 1962           | einstimmig | 100,00 %    |
| 1966           | 3.470      | 89,48 %     |

Bei den Parlamentswahlen 1962 trat Kanyi als Kandidat der People’s Progressive Party (PPP) im Wahlkreis Western Kiang (Kiang West) an. Er konnte den Wahlkreis mangels Gegenkandidaten einstimmig für sich gewinnen. Bei den folgenden Wahlen im April 1966 konnte Kanyi den Wahlkreis gegen den parteilosen Kandidaten Momodou K. Sanneh mit großer Mehrheit verteidigen. Kanyi war als Landwirtschaftsminister ernannt (englisch Minister of Agriculture and Natural Resources).
Kanyi starb im September 1968 auf einer offiziellen Reise im Vereinigten Königreich. Er wurde mit einem Staatsakt geehrt.